# Omloop Het Nieuwsblad for kvinder 2020
Omloop Het Nieuwsblad for kvinder 2020 var den 15. udgave af cykelløbet Omloop Het Nieuwsblad. Løbet var en del af den internationale UCI-kalender for damer og blev arrangeret 29. februar 2020. Det blev vundet af hollandske Annemiek van Vleuten fra Mitchelton-Scott.

## Hold og ryttere
| translation for headoftableIII_translate index 58 not found (8)- Alé BTC Ljubljana - Canyon-SRAM Racing - CCC-Liv - FDJ-Nouvelle Aquitaine-Futuroscope - Mitchelton-Scott - Movistar Team - Sunweb Women - Trek-Segafredo UCI Women's Kontinentalhold (15)- Biehler Krush - Bigla-Katusha - Boels Dolmans - Casa Dorada - Chevalmeire - Ciclotel - Doltcini-Van Eyck Sport - Drops - Hitec Products - Lotto Soudal Ladies - Multum Accountants-LSK - NXTG Racing - Parkhotel Valkenburg-Destil - Tibco-Silicon Valley Bank - Valcar-Travel & Service Regional- og klubhold- World Cycling Centre |
| |

### Danske ryttere
- Emma Norsgaard Jørgensen kørte for Bigla-Katusha

## Resultater
| \| Samlede stilling \| Samlede stilling \| Samlede stilling \| Samlede stilling \| Samlede stilling \| \| Rytter \| Rytter \| Hold \| Tid \| \| \| ---------------- \| --------------------------- \| ----------------- \| ---------------- \| ---------------- \| \| 1. \| Annemiek van Vleuten \| Mitchelton-Scott \| 3t 34' 55" \| \| \| 2. \| Marta Bastianelli \| Alé BTC Ljubljana \| + 42" \| \| \| 3. \| Floortje Mackaij \| Sunweb \| + 42" \| \| \| 4. \| Chantal van den Broek-Blaak \| Boels Dolmans \| + 42" \| \| \| 5. \| Ellen van Dijk \| Trek-Segafredo \| + 44" \| \| \| 6. \| Elizabeth Banks \| Bigla-Katusha \| + 1' 13" \| \| \| 7. \| Eugenia Bujak \| Alé BTC Ljubljana \| + 1' 13" \| \| \| 8. \| Chloe Hosking \| Rally Cycling \| + 1' 30" \| \| \| 9. \| Jip van den Bos \| Boels Dolmans \| + 1' 30" \| \| \| 10. \| Aude Biannic \| Movistar Team \| + 1' 30" \| \| |                             |                   |            |
| |                             |                   |            |
| Kilde: Cycling Quotient |                             |                   |            |
| Samlede stilling |                             |                   |            |
| Rytter | Rytter                      | Hold              | Tid        |
| 1. | Annemiek van Vleuten        | Mitchelton-Scott  | 3t 34' 55" |
| 2. | Marta Bastianelli           | Alé BTC Ljubljana | + 42"      |
| 3. | Floortje Mackaij            | Sunweb            | + 42"      |
| 4. | Chantal van den Broek-Blaak | Boels Dolmans     | + 42"      |
| 5. | Ellen van Dijk              | Trek-Segafredo    | + 44"      |
| 6. | Elizabeth Banks             | Bigla-Katusha     | + 1' 13"   |
| 7. | Eugenia Bujak               | Alé BTC Ljubljana | + 1' 13"   |
| 8. | Chloe Hosking               | Rally Cycling     | + 1' 30"   |
| 9. | Jip van den Bos             | Boels Dolmans     | + 1' 30"   |
| 10. | Aude Biannic                | Movistar Team     | + 1' 30"   |

## Startliste
| Boels Dolmans DLT | Boels Dolmans DLT                 | Boels Dolmans DLT |
| ----------------- | --------------------------------- | ----------------- |
| Nr.               | Rytter                            | Placering         |
| 1                 | Chantal van den Broek-Blaak (NED) | 4.                |
| 2                 | Eva Buurman (NED)                 | 41.               |
| 3                 | Christine Majerus (LUX)           | 19.               |
| 4                 | Lonneke Uneken (NED)              | 33.               |
| 5                 | Jip van den Bos (NED)             | 9.                |
| 6                 | Skylar Schneider (USA)            | DNF               |

| Mitchelton-Scott MTS | Mitchelton-Scott MTS                  | Mitchelton-Scott MTS |
| -------------------- | ------------------------------------- | -------------------- |
| Nr.                  | Rytter                                | Placering            |
| 11                   | Annemiek van Vleuten (NED) (landevej) | 1.                   |
| 12                   | Grace Brown (AUS)                     | 39.                  |
| 13                   | Gracie Elvin (AUS)                    | 21.                  |
| 14                   | Janneke Ensing (NED)                  | 44.                  |
| 15                   | Sarah Roy (AUS)                       | 12.                  |
| 16                   | Moniek Tenniglo (NED)                 | DNF                  |

| Alé BTC Ljubljana ALE | Alé BTC Ljubljana ALE              | Alé BTC Ljubljana ALE |
| --------------------- | ---------------------------------- | --------------------- |
| Nr.                   | Rytter                             | Placering             |
| 21                    | Marta Bastianelli (ITA) (landevej) | 2.                    |
| 22                    | Eugenia Bujak (SLO)                | 7.                    |
| 23                    | Anastasia Chursina (RUS)           | 28.                   |
| 24                    | Maaike Boogaard (NED)              | 94.                   |
| 25                    | Anna Trevisi (ITA)                 | DNF                   |
| 26                    | Eri Yonamine (JPN) (landevej)      | 31.                   |

| Canyon-SRAM Racing CSR | Canyon-SRAM Racing CSR        | Canyon-SRAM Racing CSR |
| ---------------------- | ----------------------------- | ---------------------- |
| Nr.                    | Rytter                        | Placering              |
| 31                     | Tanja Erath (GER)             | 45.                    |
| 32                     | Alice Barnes (GBR) (landevej) | 57.                    |
| 33                     | Hannah Barnes (GBR)           | 16.                    |
| 34                     | Elena Cecchini (ITA)          | 11.                    |
| 35                     | Tiffany Cromwell (AUS)        | 25.                    |
| 36                     | Hannah Ludwig (GER)           | DNF                    |

| CCC-Liv CCC | CCC-Liv CCC            | CCC-Liv CCC |
| ----------- | ---------------------- | ----------- |
| Nr.         | Rytter                 | Placering   |
| 41          | Jeanne Korevaar (NED)  | 14.         |
| 42          | Evy Kuijpers (NED)     | 42.         |
| 43          | Riejanne Markus (NED)  | 40.         |
| 44          | Valerie Demey (BEL)    | 43.         |
| 45          | Soraya Paladin (ITA)   | 17.         |
| 46          | Sofia Bertizzolo (ITA) | 27.         |

| FDJ-Nouvelle Aquitaine-Futuroscope FDJ | FDJ-Nouvelle Aquitaine-Futuroscope FDJ | FDJ-Nouvelle Aquitaine-Futuroscope FDJ |
| -------------------------------------- | -------------------------------------- | -------------------------------------- |
| Nr.                                    | Rytter                                 | Placering                              |
| 51                                     | Maëlle Grossetête (FRA)                | 58.                                    |
| 52                                     | Eugénie Duval (FRA)                    | 54.                                    |
| 53                                     | Emilia Fahlin (SWE)                    | 62.                                    |
| 54                                     | Lauren Kitchen (AUS)                   | 24.                                    |
| 55                                     | Évita Muzic (FRA)                      | 67.                                    |
| 56                                     | Brodie Chapman (AUS)                   | 61.                                    |

| Movistar Team MOV | Movistar Team MOV            | Movistar Team MOV |
| ----------------- | ---------------------------- | ----------------- |
| Nr.               | Rytter                       | Placering         |
| 61                | Aude Biannic (FRA)           | 10.               |
| 62                | Jelena Erić (SRB) (landevej) | 10.               |
| 63                | Alicia González Blanco (ESP) | 55.               |
| 64                | Barbara Guarischi (ITA)      | 60.               |
| 65                | Sheyla Gutiérrez (ESP)       | 70.               |
| 66                | Gloria Rodríguez (ESP)       | DNF               |

| Sunweb SUN | Sunweb SUN             | Sunweb SUN |
| ---------- | ---------------------- | ---------- |
| Nr.        | Rytter                 | Placering  |
| 71         | Susanne Andersen (NOR) | 26.        |
| 72         | Alison Jackson (CAN)   | 23.        |
| 73         | Franziska Koch (GER)   | 18.        |
| 74         | Floortje Mackaij (NED) | 3.         |
| 75         | Coryn Rivera (USA)     | 34.        |
| 76         | Julia Soek (NED)       | 67.        |

| Trek-Segafredo TFS | Trek-Segafredo TFS           | Trek-Segafredo TFS |
| ------------------ | ---------------------------- | ------------------ |
| Nr.                | Rytter                       | Placering          |
| 81                 | Lucinda Brand (NED)          | 24.                |
| 82                 | Audrey Cordon-Ragot (FRA)    | 51.                |
| 83                 | Lotta Henttala (FIN)         | 7.                 |
| 84                 | Ellen van Dijk (NED)         | 5.                 |
| 85                 | Ruth Winder (USA) (landevej) | 15.                |
| 86                 | Trixi Worrack (GER)          | 63.                |

| Chevalmeire CCT | Chevalmeire CCT           | Chevalmeire CCT |
| --------------- | ------------------------- | --------------- |
| Nr.             | Rytter                    | Placering       |
| 91              | Roxane Fournier (FRA)     | 12.             |
| 92              | Rossella Ratto (ITA)      | 69.             |
| 93              | Febe Schokkaert (BEL)     | DNF             |
| 94              | Rozanne Slik (NED)        | 53.             |
| 95              | Kelly Van den Steen (BEL) | 73.             |
| 96              | Natalie van Gogh (NED)    | 29.             |

| Doltcini-Van Eyck-Proximus DVE | Doltcini-Van Eyck-Proximus DVE | Doltcini-Van Eyck-Proximus DVE |
| ------------------------------ | ------------------------------ | ------------------------------ |
| Nr.                            | Rytter                         | Placering                      |
| 101                            | Mieke Docx (BEL)               | DNF                            |
| 102                            | Nicole Hanselmann (SUI)        | DNF                            |
| 103                            | Christina Schweinberger (AUT)  | DNF                            |
| 104                            | Kathrin Schweinberger (AUT)    | 68.                            |
| 105                            | Nicole Steigenga (NED)         | 50.                            |
| 106                            | Marieke de Groot (NED)         | 36.                            |

| Lotto Soudal Ladies LSL | Lotto Soudal Ladies LSL  | Lotto Soudal Ladies LSL |
| ----------------------- | ------------------------ | ----------------------- |
| Nr.                     | Rytter                   | Placering               |
| 111                     | Alana Castrique (BEL)    | DNF                     |
| 112                     | Danique Braam (NED)      | 32.                     |
| 113                     | Dani Christmas (GBR)     | 37.                     |
| 114                     | Arianna Fidanza (ITA)    | 66.                     |
| 115                     | Julie Van de Velde (BEL) | DNF                     |
| 116                     | Abby-Mae Parkinson (GBR) | 20.                     |

| Multum Accountants MUL | Multum Accountants MUL  | Multum Accountants MUL |
| ---------------------- | ----------------------- | ---------------------- |
| Nr.                    | Rytter                  | Placering              |
| 121                    | Lara Defour (BEL)       | DNF                    |
| 122                    | Fien Delbaere (BEL)     | DNF                    |
| 123                    | Désirée Ehrler (SUI)    | DNF                    |
| 124                    | Anna Badegruber (AUT)   | DNF                    |
| 125                    | Céline van Houtum (NED) | 81.                    |
| 126                    | Kylie Waterreus (NED)   | 48.                    |

| Ciclotel CTL | Ciclotel CTL              | Ciclotel CTL |
| ------------ | ------------------------- | ------------ |
| Nr.          | Rytter                    | Placering    |
| 131          | Valerija Kononenko (UKR)  | DNF          |
| 132          | Olha Kulynych (UKR)       | DNF          |
| 133          | Sara Van de Vel (BEL)     | 102.         |
| 134          | Daniela Reis (POR)        | 23.          |
| 135          | Kirstie van Haaften (NED) | 72.          |
| 136          | Bryony van Velzen (NED)   | DNF          |

| Biehler Krush Pro Cycling BPC | Biehler Krush Pro Cycling BPC | Biehler Krush Pro Cycling BPC |
| ----------------------------- | ----------------------------- | ----------------------------- |
| Nr.                           | Rytter                        | Placering                     |
| 141                           | Inez Beijer (NED)             | 39.                           |
| 142                           | Quinty Ton (NED)              | 47.                           |
| 143                           | Merel Hofman (NED)            | DNF                           |
| 144                           | Melanie Klement (NED)         | DNF                           |
| 145                           | Maike van der Duin (NED)      | 58.                           |
| 146                           | Nienke Wasmus (NED)           | 101.                          |

| Bigla-Katusha BIG | Bigla-Katusha BIG     | Bigla-Katusha BIG |
| ----------------- | --------------------- | ----------------- |
| Nr.               | Rytter                | Placering         |
| 151               | Elizabeth Banks (GBR) | 6.                |
| 152               | Emma Norsgaard (DEN)  | 55.               |
| 153               | Mikayla Harvey (NZL)  | 57.               |
| 154               | Sophie Wright (GBR)   | 77.               |
| 155               | Marlen Reusser (SUI)  | 13.               |
| 156               | Leah Thomas (USA)     | DNF               |

| Rally Cycling RLW | Rally Cycling RLW      | Rally Cycling RLW |
| ----------------- | ---------------------- | ----------------- |
| Nr.               | Rytter                 | Placering         |
| 162               | Heidi Franz (USA)      | DNF               |
| 163               | Leigh Ann Ganzar (USA) | DNF               |
| 164               | Chloe Hosking (AUS)    | 8.                |
| 165               | Sara Poidevin (CAN)    | 30.               |

| Drops DRP | Drops DRP                     | Drops DRP |
| --------- | ----------------------------- | --------- |
| Nr.       | Rytter                        | Placering |
| 171       | Elizabeth Bennett (GBR)       | DNF       |
| 173       | Emilie Moberg (NOR)           | DNF       |
| 174       | Finja Smekal (GER)            | DNF       |
| 175       | Sara Penton (SWE)             | 35.       |
| 176       | Marjolein van 't Geloof (NED) | 46.       |

| Hitec Products-Birk Sport HPU | Hitec Products-Birk Sport HPU  | Hitec Products-Birk Sport HPU |
| ----------------------------- | ------------------------------ | ----------------------------- |
| Nr.                           | Rytter                         | Placering                     |
| 181                           | Lucy Garner (GBR)              | 98.                           |
| 182                           | Natalie Irene Midtsveen (NOR)  | DNF                           |
| 183                           | Vita Heine (NOR)               | 51.                           |
| 184                           | Ingrid Lorvik (NOR) (landevej) | DNF                           |
| 185                           | Greta Richioud (FRA)           | 47.                           |
| 186                           | Amalie Lutro (NOR)             | 93.                           |

| NXTG Racing NXG | NXTG Racing NXG            | NXTG Racing NXG |
| --------------- | -------------------------- | --------------- |
| Nr.             | Rytter                     | Placering       |
| 191             | Rozemarijn Ammerlaan (NED) | DNF             |
| 192             | Cathalijne Hoolwerf (NED)  | DNF             |
| 193             | Eva Jonkers (NED)          | DNF             |
| 194             | Britt Knaven (BEL)         | DNF             |
| 195             | Charlotte Kool (NED)       | 6.              |
| 196             | Emily Wadsworth (GBR)      | DNF             |

| Parkhotel Valkenburg PHV | Parkhotel Valkenburg PHV       | Parkhotel Valkenburg PHV |
| ------------------------ | ------------------------------ | ------------------------ |
| Nr.                      | Rytter                         | Placering                |
| 201                      | Romy Kasper (GER)              | 56.                      |
| 202                      | Nina Buysman (NED)             | 71.                      |
| 203                      | Femke Markus (NED)             | 49.                      |
| 204                      | Belle De Gast (NED)            | DNF                      |
| 205                      | Esther van Veen (NED)          | 59.                      |
| 206                      | Lorena Wiebes (NED) (landevej) | 22.                      |

| Tibco-Silicon Valley Bank TIB | Tibco-Silicon Valley Bank TIB | Tibco-Silicon Valley Bank TIB |
| ----------------------------- | ----------------------------- | ----------------------------- |
| Nr.                           | Rytter                        | Placering                     |
| 211                           | Jenelle Crooks (AUS)          | 34.                           |
| 212                           | Leah Dixon (GBR)              | 45.                           |
| 213                           | Sarah Gigante (AUS)           | 46.                           |
| 214                           | Nina Kessler (NED)            | 60.                           |
| 215                           | Emily Newsom (USA)            | 52.                           |
| 216                           | Diana Peñuela (COL)           | 91.                           |

| Valcar-Travel & Service VAL | Valcar-Travel & Service VAL | Valcar-Travel & Service VAL |
| --------------------------- | --------------------------- | --------------------------- |
| Nr.                         | Rytter                      | Placering                   |
| 221                         | Teniel Campbell (TTO)       | 5.                          |
| 222                         | Chiara Consonni (ITA)       | 69.                         |
| 223                         | Silvia Persico (ITA)        | 66.                         |
| 224                         | Elena Pirrone (ITA)         | 65.                         |
| 225                         | Silvia Pollicini (ITA)      | 70.                         |
| 226                         | Ilaria Sanguineti (ITA)     | 64.                         |

| World Cycling Centre WCC | World Cycling Centre WCC   | World Cycling Centre WCC |
| ------------------------ | -------------------------- | ------------------------ |
| Nr.                      | Rytter                     | Placering                |
| 231                      | Eyeru Tesfoam Gebru (ETH)  | DNF                      |
| 232                      | Akvilė Gedraitytė (LTU)    | DNF                      |
| 233                      | Veronika Jandová (CZE)     | 88.                      |
| 234                      | Anastasija Kolesava (BLR)  | 42.                      |
| 235                      | Magdeleine Vallieres (CAN) | 38.                      |
| 236                      | Catalina Soto (CHI)        | 38.                      |

| Boels Dolmans DLT | Boels Dolmans DLT                 | Boels Dolmans DLT |
| ----------------- | --------------------------------- | ----------------- |
| Nr.               | Rytter                            | Placering         |
| 1                 | Chantal van den Broek-Blaak (NED) | 4.                |
| 2                 | Eva Buurman (NED)                 | 41.               |
| 3                 | Christine Majerus (LUX)           | 19.               |
| 4                 | Lonneke Uneken (NED)              | 33.               |
| 5                 | Jip van den Bos (NED)             | 9.                |
| 6                 | Skylar Schneider (USA)            | DNF               |

| Mitchelton-Scott MTS | Mitchelton-Scott MTS                  | Mitchelton-Scott MTS |
| -------------------- | ------------------------------------- | -------------------- |
| Nr.                  | Rytter                                | Placering            |
| 11                   | Annemiek van Vleuten (NED) (landevej) | 1.                   |
| 12                   | Grace Brown (AUS)                     | 39.                  |
| 13                   | Gracie Elvin (AUS)                    | 21.                  |
| 14                   | Janneke Ensing (NED)                  | 44.                  |
| 15                   | Sarah Roy (AUS)                       | 12.                  |
| 16                   | Moniek Tenniglo (NED)                 | DNF                  |

| Alé BTC Ljubljana ALE | Alé BTC Ljubljana ALE              | Alé BTC Ljubljana ALE |
| --------------------- | ---------------------------------- | --------------------- |
| Nr.                   | Rytter                             | Placering             |
| 21                    | Marta Bastianelli (ITA) (landevej) | 2.                    |
| 22                    | Eugenia Bujak (SLO)                | 7.                    |
| 23                    | Anastasia Chursina (RUS)           | 28.                   |
| 24                    | Maaike Boogaard (NED)              | 94.                   |
| 25                    | Anna Trevisi (ITA)                 | DNF                   |
| 26                    | Eri Yonamine (JPN) (landevej)      | 31.                   |

| Canyon-SRAM Racing CSR | Canyon-SRAM Racing CSR        | Canyon-SRAM Racing CSR |
| ---------------------- | ----------------------------- | ---------------------- |
| Nr.                    | Rytter                        | Placering              |
| 31                     | Tanja Erath (GER)             | 45.                    |
| 32                     | Alice Barnes (GBR) (landevej) | 57.                    |
| 33                     | Hannah Barnes (GBR)           | 16.                    |
| 34                     | Elena Cecchini (ITA)          | 11.                    |
| 35                     | Tiffany Cromwell (AUS)        | 25.                    |
| 36                     | Hannah Ludwig (GER)           | DNF                    |

| CCC-Liv CCC | CCC-Liv CCC            | CCC-Liv CCC |
| ----------- | ---------------------- | ----------- |
| Nr.         | Rytter                 | Placering   |
| 41          | Jeanne Korevaar (NED)  | 14.         |
| 42          | Evy Kuijpers (NED)     | 42.         |
| 43          | Riejanne Markus (NED)  | 40.         |
| 44          | Valerie Demey (BEL)    | 43.         |
| 45          | Soraya Paladin (ITA)   | 17.         |
| 46          | Sofia Bertizzolo (ITA) | 27.         |

| FDJ-Nouvelle Aquitaine-Futuroscope FDJ | FDJ-Nouvelle Aquitaine-Futuroscope FDJ | FDJ-Nouvelle Aquitaine-Futuroscope FDJ |
| -------------------------------------- | -------------------------------------- | -------------------------------------- |
| Nr.                                    | Rytter                                 | Placering                              |
| 51                                     | Maëlle Grossetête (FRA)                | 58.                                    |
| 52                                     | Eugénie Duval (FRA)                    | 54.                                    |
| 53                                     | Emilia Fahlin (SWE)                    | 62.                                    |
| 54                                     | Lauren Kitchen (AUS)                   | 24.                                    |
| 55                                     | Évita Muzic (FRA)                      | 67.                                    |
| 56                                     | Brodie Chapman (AUS)                   | 61.                                    |

| Movistar Team MOV | Movistar Team MOV            | Movistar Team MOV |
| ----------------- | ---------------------------- | ----------------- |
| Nr.               | Rytter                       | Placering         |
| 61                | Aude Biannic (FRA)           | 10.               |
| 62                | Jelena Erić (SRB) (landevej) | 10.               |
| 63                | Alicia González Blanco (ESP) | 55.               |
| 64                | Barbara Guarischi (ITA)      | 60.               |
| 65                | Sheyla Gutiérrez (ESP)       | 70.               |
| 66                | Gloria Rodríguez (ESP)       | DNF               |

| Sunweb SUN | Sunweb SUN             | Sunweb SUN |
| ---------- | ---------------------- | ---------- |
| Nr.        | Rytter                 | Placering  |
| 71         | Susanne Andersen (NOR) | 26.        |
| 72         | Alison Jackson (CAN)   | 23.        |
| 73         | Franziska Koch (GER)   | 18.        |
| 74         | Floortje Mackaij (NED) | 3.         |
| 75         | Coryn Rivera (USA)     | 34.        |
| 76         | Julia Soek (NED)       | 67.        |

| Trek-Segafredo TFS | Trek-Segafredo TFS           | Trek-Segafredo TFS |
| ------------------ | ---------------------------- | ------------------ |
| Nr.                | Rytter                       | Placering          |
| 81                 | Lucinda Brand (NED)          | 24.                |
| 82                 | Audrey Cordon-Ragot (FRA)    | 51.                |
| 83                 | Lotta Henttala (FIN)         | 7.                 |
| 84                 | Ellen van Dijk (NED)         | 5.                 |
| 85                 | Ruth Winder (USA) (landevej) | 15.                |
| 86                 | Trixi Worrack (GER)          | 63.                |

| Chevalmeire CCT | Chevalmeire CCT           | Chevalmeire CCT |
| --------------- | ------------------------- | --------------- |
| Nr.             | Rytter                    | Placering       |
| 91              | Roxane Fournier (FRA)     | 12.             |
| 92              | Rossella Ratto (ITA)      | 69.             |
| 93              | Febe Schokkaert (BEL)     | DNF             |
| 94              | Rozanne Slik (NED)        | 53.             |
| 95              | Kelly Van den Steen (BEL) | 73.             |
| 96              | Natalie van Gogh (NED)    | 29.             |

| Doltcini-Van Eyck-Proximus DVE | Doltcini-Van Eyck-Proximus DVE | Doltcini-Van Eyck-Proximus DVE |
| ------------------------------ | ------------------------------ | ------------------------------ |
| Nr.                            | Rytter                         | Placering                      |
| 101                            | Mieke Docx (BEL)               | DNF                            |
| 102                            | Nicole Hanselmann (SUI)        | DNF                            |
| 103                            | Christina Schweinberger (AUT)  | DNF                            |
| 104                            | Kathrin Schweinberger (AUT)    | 68.                            |
| 105                            | Nicole Steigenga (NED)         | 50.                            |
| 106                            | Marieke de Groot (NED)         | 36.                            |

| Lotto Soudal Ladies LSL | Lotto Soudal Ladies LSL  | Lotto Soudal Ladies LSL |
| ----------------------- | ------------------------ | ----------------------- |
| Nr.                     | Rytter                   | Placering               |
| 111                     | Alana Castrique (BEL)    | DNF                     |
| 112                     | Danique Braam (NED)      | 32.                     |
| 113                     | Dani Christmas (GBR)     | 37.                     |
| 114                     | Arianna Fidanza (ITA)    | 66.                     |
| 115                     | Julie Van de Velde (BEL) | DNF                     |
| 116                     | Abby-Mae Parkinson (GBR) | 20.                     |

| Multum Accountants MUL | Multum Accountants MUL  | Multum Accountants MUL |
| ---------------------- | ----------------------- | ---------------------- |
| Nr.                    | Rytter                  | Placering              |
| 121                    | Lara Defour (BEL)       | DNF                    |
| 122                    | Fien Delbaere (BEL)     | DNF                    |
| 123                    | Désirée Ehrler (SUI)    | DNF                    |
| 124                    | Anna Badegruber (AUT)   | DNF                    |
| 125                    | Céline van Houtum (NED) | 81.                    |
| 126                    | Kylie Waterreus (NED)   | 48.                    |

| Ciclotel CTL | Ciclotel CTL              | Ciclotel CTL |
| ------------ | ------------------------- | ------------ |
| Nr.          | Rytter                    | Placering    |
| 131          | Valerija Kononenko (UKR)  | DNF          |
| 132          | Olha Kulynych (UKR)       | DNF          |
| 133          | Sara Van de Vel (BEL)     | 102.         |
| 134          | Daniela Reis (POR)        | 23.          |
| 135          | Kirstie van Haaften (NED) | 72.          |
| 136          | Bryony van Velzen (NED)   | DNF          |

| Biehler Krush Pro Cycling BPC | Biehler Krush Pro Cycling BPC | Biehler Krush Pro Cycling BPC |
| ----------------------------- | ----------------------------- | ----------------------------- |
| Nr.                           | Rytter                        | Placering                     |
| 141                           | Inez Beijer (NED)             | 39.                           |
| 142                           | Quinty Ton (NED)              | 47.                           |
| 143                           | Merel Hofman (NED)            | DNF                           |
| 144                           | Melanie Klement (NED)         | DNF                           |
| 145                           | Maike van der Duin (NED)      | 58.                           |
| 146                           | Nienke Wasmus (NED)           | 101.                          |

| Bigla-Katusha BIG | Bigla-Katusha BIG     | Bigla-Katusha BIG |
| ----------------- | --------------------- | ----------------- |
| Nr.               | Rytter                | Placering         |
| 151               | Elizabeth Banks (GBR) | 6.                |
| 152               | Emma Norsgaard (DEN)  | 55.               |
| 153               | Mikayla Harvey (NZL)  | 57.               |
| 154               | Sophie Wright (GBR)   | 77.               |
| 155               | Marlen Reusser (SUI)  | 13.               |
| 156               | Leah Thomas (USA)     | DNF               |

| Rally Cycling RLW | Rally Cycling RLW      | Rally Cycling RLW |
| ----------------- | ---------------------- | ----------------- |
| Nr.               | Rytter                 | Placering         |
| 162               | Heidi Franz (USA)      | DNF               |
| 163               | Leigh Ann Ganzar (USA) | DNF               |
| 164               | Chloe Hosking (AUS)    | 8.                |
| 165               | Sara Poidevin (CAN)    | 30.               |

| Drops DRP | Drops DRP                     | Drops DRP |
| --------- | ----------------------------- | --------- |
| Nr.       | Rytter                        | Placering |
| 171       | Elizabeth Bennett (GBR)       | DNF       |
| 173       | Emilie Moberg (NOR)           | DNF       |
| 174       | Finja Smekal (GER)            | DNF       |
| 175       | Sara Penton (SWE)             | 35.       |
| 176       | Marjolein van 't Geloof (NED) | 46.       |

| Hitec Products-Birk Sport HPU | Hitec Products-Birk Sport HPU  | Hitec Products-Birk Sport HPU |
| ----------------------------- | ------------------------------ | ----------------------------- |
| Nr.                           | Rytter                         | Placering                     |
| 181                           | Lucy Garner (GBR)              | 98.                           |
| 182                           | Natalie Irene Midtsveen (NOR)  | DNF                           |
| 183                           | Vita Heine (NOR)               | 51.                           |
| 184                           | Ingrid Lorvik (NOR) (landevej) | DNF                           |
| 185                           | Greta Richioud (FRA)           | 47.                           |
| 186                           | Amalie Lutro (NOR)             | 93.                           |

| NXTG Racing NXG | NXTG Racing NXG            | NXTG Racing NXG |
| --------------- | -------------------------- | --------------- |
| Nr.             | Rytter                     | Placering       |
| 191             | Rozemarijn Ammerlaan (NED) | DNF             |
| 192             | Cathalijne Hoolwerf (NED)  | DNF             |
| 193             | Eva Jonkers (NED)          | DNF             |
| 194             | Britt Knaven (BEL)         | DNF             |
| 195             | Charlotte Kool (NED)       | 6.              |
| 196             | Emily Wadsworth (GBR)      | DNF             |

| Parkhotel Valkenburg PHV | Parkhotel Valkenburg PHV       | Parkhotel Valkenburg PHV |
| ------------------------ | ------------------------------ | ------------------------ |
| Nr.                      | Rytter                         | Placering                |
| 201                      | Romy Kasper (GER)              | 56.                      |
| 202                      | Nina Buysman (NED)             | 71.                      |
| 203                      | Femke Markus (NED)             | 49.                      |
| 204                      | Belle De Gast (NED)            | DNF                      |
| 205                      | Esther van Veen (NED)          | 59.                      |
| 206                      | Lorena Wiebes (NED) (landevej) | 22.                      |

| Tibco-Silicon Valley Bank TIB | Tibco-Silicon Valley Bank TIB | Tibco-Silicon Valley Bank TIB |
| ----------------------------- | ----------------------------- | ----------------------------- |
| Nr.                           | Rytter                        | Placering                     |
| 211                           | Jenelle Crooks (AUS)          | 34.                           |
| 212                           | Leah Dixon (GBR)              | 45.                           |
| 213                           | Sarah Gigante (AUS)           | 46.                           |
| 214                           | Nina Kessler (NED)            | 60.                           |
| 215                           | Emily Newsom (USA)            | 52.                           |
| 216                           | Diana Peñuela (COL)           | 91.                           |

| Valcar-Travel & Service VAL | Valcar-Travel & Service VAL | Valcar-Travel & Service VAL |
| --------------------------- | --------------------------- | --------------------------- |
| Nr.                         | Rytter                      | Placering                   |
| 221                         | Teniel Campbell (TTO)       | 5.                          |
| 222                         | Chiara Consonni (ITA)       | 69.                         |
| 223                         | Silvia Persico (ITA)        | 66.                         |
| 224                         | Elena Pirrone (ITA)         | 65.                         |
| 225                         | Silvia Pollicini (ITA)      | 70.                         |
| 226                         | Ilaria Sanguineti (ITA)     | 64.                         |

| World Cycling Centre WCC | World Cycling Centre WCC   | World Cycling Centre WCC |
| ------------------------ | -------------------------- | ------------------------ |
| Nr.                      | Rytter                     | Placering                |
| 231                      | Eyeru Tesfoam Gebru (ETH)  | DNF                      |
| 232                      | Akvilė Gedraitytė (LTU)    | DNF                      |
| 233                      | Veronika Jandová (CZE)     | 88.                      |
| 234                      | Anastasija Kolesava (BLR)  | 42.                      |
| 235                      | Magdeleine Vallieres (CAN) | 38.                      |
| 236                      | Catalina Soto (CHI)        | 38.                      |